# توماس هنت (سياسي)
توماس هنت (بالإنجليزية: Thomas Hunt)‏ هو صحفي وسياسي أسترالي، ولد في 15 سبتمبر 1841، وتوفي في 8 ديسمبر 1934. انتخب عضو الجمعية التشريعية فيكتوريا.